# Registre (fumisterie)
Pour les articles homonymes, voir Registre.

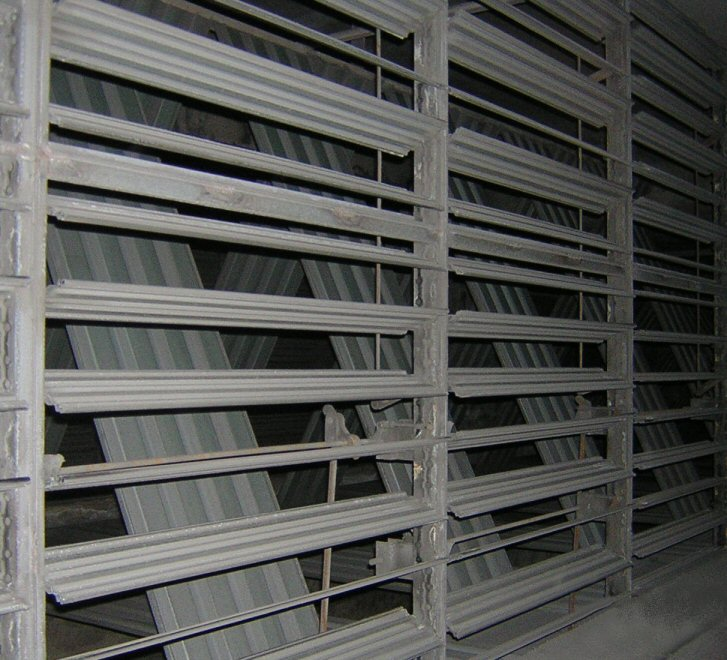

Un registre est une plaque mobile permettant de régler le tirage (et donc la température) d'un four ou d'une cheminée (sens attesté en 1676).